# John Whitmore Horsman
Pour les articles homonymes, voir Horsman.
John Whitmore « Jack » Horsman est un homme politique canadien, né le 24 septembre 1888 à Grand-Sault (Nouveau-Brunswick) et mort le 10 juin 1976. De 1948 à 1964, il est député libéral de la circonscription de Wilkie à l'Assemblée législative de la Saskatchewan.
Il est le fils de D.J. Horsman et Janet Mary Craven. Il est né et a fait ses études Grand-Sault, dans le nord-ouest du Nouveau-Brunswick. Il s'installe dans le district de Unity en 1907. En 1913, il épouse Elizabeth Bremner. Il est membre du conseil de la municipalité rurale de Round Valley, dont il est le secrétaire-trésorier de 1918 à 1938 puis le reeve de 1941 à 1948. Horsman est aussi membre du conseil d'administration de l'école locale pendant vingt ans, ainsi que des conseils d'administration de l'hôpital de Unity et de la Saskatchewan Wheat Pool (en).